# Station Kobylany Towarowe
Station Kobylany Towarowe is een spoorwegstation in de Poolse plaats Kobylany.